# 暗剣
暗剣（AVIC 601-S）
- 用途：UAV
- 分類：偵察機/無人戦闘機
- 設計者：瀋陽飛機設計研究所
- 製造者：瀋陽飛機設計研究所
- 運用者： 中国（中華人民共和国）

暗剣 （あんじぇん、Anjian）は、中華人民共和国の航空機メーカー、中航工業瀋陽飛機設計研究所が設計した無人戦闘航空機（UCAV）。
AVIC 601-Sは無人機開発プロジェクトの事である。その名称の「AVIC 601」は、中国航空工業集団（AVIC）の601研究所から来ており、最後のSは瀋陽航空航天大学の英語名（Shenyang Aerospace University）の頭文字から来ている。2013年までに、利剣など暗剣を含む7機種が確認されている

## 概要
2006年11月に中国の珠海市で開催された珠海航空ショーにおいて、その概念模型が初めて公開された。また中国以外においては、2007年6月にフランス・パリで開かれた、第47回「パリ航空ショー」で初公開された。
模型公開時はあくまでも提案の段階による概念モデルであり、中国航空工業第一集団の説明によると「音速を超える速度と高い機動性を兼ね備えたステルス無人機で、実用化されれば対空作戦に用いられる計画」ではあるが、その後実証機が飛行したという報道も無いため、開発をめぐる詳細は、実際の開発に取りかかる予定があるのかを含め謎に包まれていたが、2011年に空力ブレーキやアンテナなどがある技術実証機を飛行させているとみられる写真が流出している。2018年6月に原型機かモックアップとみられる写真が公開されて世界初の第6世代ジェット戦闘機になる可能性を報じられた。

## 要目
諸元

- 乗員：無し
- 全長：15m (49ft 3in)
- 全幅：14m (45ft 11in)
- 基本重量：13,000kg (28,660lb)
- 最大離陸重量：15,000kg (33,069lb)
- 動力：Guizhou WS-13 ターボファンエンジン×１

性能
- 最高速度：1,234km/h (767mph, 666kn) マッハ１
- 戦闘行動半径：1,000km (620mi, 540nmi)

武装
- 爆弾またはミサイル